# الأكاديمية البلوشية
الأكاديمية البلوشية هي مؤسسة مستقلة تابعة لحكومة إقليم بلوشستان الباكستاني، تعمل على تعزيز اللغة البلوشية والأدب والثقافة. كما أنها تدعم الدوائر الأدبية، وتنظم الندوات والمؤتمرات، وتدعو الأكاديميين من جميع أنحاء باكستان والخارج كمتحدثين ضيوف. تأسست رسميًا في عام 1961، ومقرها في كويتا، عاصمة بلوشستان.
تنشر الكتب والأعمال المترجمة والأبحاث الأصلية باللغة البلوشية، وكذلك باللغة الأردية والبشتونية والإنجليزية والفارسية.

## تاريخ
تأسست الأكاديمية في عام 1958. 
قبل عام 1997 لم يكن للأكاديمية مبنى خاص بها. في عام 1997، قدم رئيس وزراء بلوشستان أختر منغال، الذي كان مهتمًا بدعم اللغة، للأكاديمية أرضًا ومنحة لبناء مبنى خاص بها.
في عام 1999، تم افتتاح المجمع رسميًّا. وهو مبنى مكون من ثلاثة طوابق في وسط كويتا ويضم مكتبة وقاعة مؤتمرات.

## الرؤساء
- سنجات رفيق [3]

## قراءة إضافية
- أكاديمية البلوشية عبد القادر الشهواني، 2000 (أكاديمية البلوشية، كويتا)